# Aeroportul Obando
Aeroportul Obando (IATA: PDA, ICAO: SKPD) este un aeroport din Guainía Department⁠(d), Columbia ce deservește zona Inírida⁠(d). Aeroportul a fost tranzitat în 2022 de 66.282 de pasageri.
Situat la o altitudine de 93 m, aeroportul dispune de o singură pistă.